# Enklawa Lado

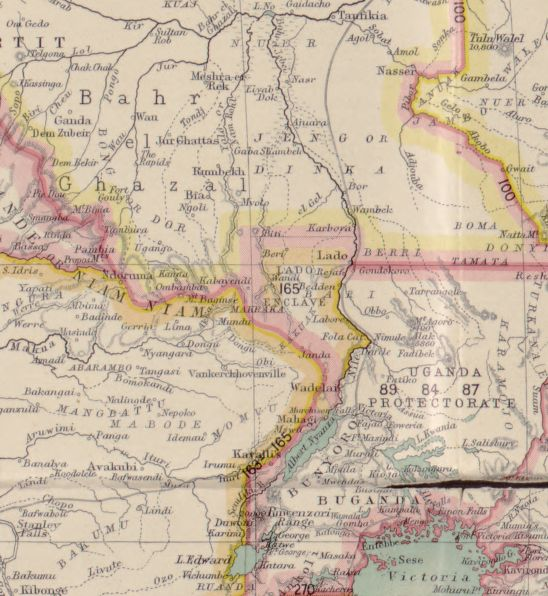
Mapa obszaru

Enklawa Lado – część Wolnego Państwa Kongo istniejąca w latach 1894-1910, położona na zachodnim brzegu górnego Nilu na terenie obecnego Sudanu Południowego i północnej Ugandy.

## Historia
Teren ten poprzednio był częścią egipskiej prowincji Ekwatoria, po przejściu pod panowanie brytyjskie został przekazany jako dożywocie królowi Belgii, Leopoldowi II, zgodnie z postanowieniami brytyjsko-belgijskiego traktatu kongijskiego. W zamian strona belgijska przekazała pas lądu we wschodnim Kongu, co miało miejsce na początku budowy linii kolejowej z Kapsztadu do Kairu.
Obszar miał powierzchnię około 38 850 km² (15 tys. mil²) i zamieszkany był przez ok. 250 tys. ludzi. Jego stolicą było miasto Lado. W obszarze działał port nad Nilem, Rejaf, w którym miał swoją siedzibę belgijski oficer, jedyny tu przedstawiciel króla Belgii. 
10 czerwca 1910, po śmierci Leopolda II, terytorium stało się prowincją Sudanu Anglo-Egipskiego. W 1912 południowa część tego terytorium została przekazana Ugandzie, podówczas kolonii brytyjskiej.